# Academia de Música de Paços de Brandão
A Academia de Música de Paços de Brandão (AMPB) é uma escola de música privada de Portugal.

## Descrição
Consiste num estabelecimento particular de ensino, sendo considerada como uma associação sem fins lucrativos. Está sedeada na freguesia de Paços de Brandão, fazendo parte da organização da Tuna Musical Brandoense. Em 2017 prestava diversos cursos abrangendo um vasto leque de instrumentos, nomeadamente acordeão, canto, clarinete, contrabaixo, flauta transversal, formação musical, oboé, órgão, percussão, piano, saxofone, trombone, trompa, trompete, viola dedilhada, viola d’arco, violino e violoncelo. Nesse ano tinha 38 professores, que ensinavam cerca de meio milhar de alunos.

## História
A instituição tem as suas origens numa tuna fundada em 1870, conhecida como Estundantina, que se distinguiu como um promotor cultural na área de Paços de Brandão, através das suas actividades musicais. Durante as comemorações do centenário da tuna, em 1970, foi alvo de um processo de reorganização, tendo sido então proposta a criação de um estabelecimento de ensino próprio, no sentido de formar novos membros para a tuna. Em 15 de Maio de 1976 foi assinada a escritura para a Associação Cultural, tendo sido igualmente estabelecida a Comissão Reorganizadora Executiva da Tuna Musical Brandoense, que iria ser responsável pela operação da escola de música. Porém, a academia só foi oficializada em 1980, pela Inspecção Geral do Ensino Particular do Ministério da Educação. Em 1983 foi classificada como Instituição de Utilidade Pública. Em 1991 foram inauguradas as novas instalações, substituindo a antiga sede na Casa do Matoso, cerimónia que contou com a presença do primeiro-ministro, Aníbal Cavaco Silva. O novo edifício permitiu uma melhoria nas condições de ensino, principalmente do ballet, uma vez que incluía um salão específico para aquela modalidade.
No ano lectivo de 2011 a 2012, a Direcção Regional do Norte conferiu autonomia pedagógica à academia, o que permitiu uma organização curricular e educativa própria. A partir dos princípios da década de 2010, verificou-se um aumento considerável no número de alunos, o que pode ser explicado pela evolução na qualidade do ensino, e a várias iniciativas de promoção junto das comunidades escolares.
A Academia tem sido responsável pela organização ou colaboração em vários eventos de importância a nível nacional, como os Cursos de Aperfeiçoamento, onde são abrangidos vários instrumentos, e que contam com a participação de alunos oriundos de todo o país. Destaca-se igualmente o Concurso Nacional Paços Premium, que reúne cerca de uma centena de concorrentes, e conta com um júri composto por vários profissionais de renome a nível internacional. Em 2009 recebeu a quinta edição do Encontro de Violas d'arco, da Associação Portuguesa da Viola d'arco, e em Outubro de 2022 albergou o espectáculo E amanhã?, que foi protagonizado por utentes de quatro instituições para deficientes do concelho, e organizado no âmbito do programa Transformarte – Rede de Arte Comunitária de Santa Maria da Feira. Também em 2022, foi palco de um concerto por parte da Orquestra Filarmónica Portuguesa, onde foram tocadas várias obras de Camille Saint-Saëns, como parte das comemorações do centenário daquele compositor francês. Destaca-se igualmente a sua colaboração no Festival Internacional de Música de Verão de Paços de Brandão, por exemplo nas edições de 2015, 2016, 2021 e 2022. É uma das escolas associadas da iniciativa Festival de Música Júnior, realizado com periodicidade anual, e foi responsável pela organização de várias edições do Encontro Nacional de Luthiers, os Concertos de Ano Novo e Beneficiência, e a peça de ópera A Lenda das Três Árvores. Além de espectáculos, também tem cooperado na organização de vários eventos ligados à educação musical, como congressos, palestras e conferências.
A sua equipa docente concentrou grandes nomes do panorama musical português, como Tiago Oliveira, Isabel Anjo, Rui Milheiro, o violinista Augusto Trindade, e as flautistas Ana Maria Ribeiro e Mafalda Carvalho.
Vários dos seus alunos também mereceram destaque a nível nacional e internacional, tendo sido premiados em diversos eventos, como o Concurso internacional cidade do Fundão, o Concurso Capela, o Concurso Santa Cecília,
e Concurso Paços Premium. Foram igualmente admitidos em prestigiosas orquestras, como as dos Jovens da União Europeia e a Sinfónica do Youtube. Alguns dos antigos alunos também se tornaram professores em várias orquestras e estabelecimentos de ensino superior, tanto em Portugal como no estrangeiro. Entre os antigos formandos da academia que se distinguiram pelas suas carreiras encontram-se as violoncelistas Ana Sofia Sousa e Joana Silva, a flautista Ana Clara Sousa, as cantoras Andreia Sousa e Mariana Sousa.